# AIRDO
AIRDO(일본어: エアドゥ, 영어: Air Do)는 1996년에 홋카이도 삿포로에 설립된 일본의 저비용 항공사로 2012년 10월 1일 이전까지의 명칭은 홋카이도 국제 항공(일본어: 北海道国際航空)이었다.

## 운항 노선
- 2020년 8월 기준으로 AIRDO는 다음과 같이 운항하고 있다.

## 보유 기종[3]
- 2019년 12월 기준으로 AIRDO는 다음과 같이 보유하고있다.